# Bahiamuistapaculo
De bahiamuistapaculo (Scytalopus gonzagai) is een zangvogel uit de familie der tapaculo's (Rhinocryptidae).

## Verspreiding en leefgebied
Het verspreidingsgebied van deze vogel ligt in het zuidoosten van de staat Bahia (Brazilië). Het leefgebied is subtropisch of tropisch montaan bos op een hoogte tussen de 660 tot 1100 meter boven zeeniveau in het bioom Atlantisch Woud. De vogel is aangetroffen op slechts vijf locaties binnen een gebied van 59 km².

## Kenmerken
De vogel lijkt sterk op de verwante soorten muistapaculo's maar onderscheidt zich daarvan door de verhoudingen tussen lengtes van poten, vleugels en snavel en in de kleuren van het verenkleed. Verder bleken soortverschillen bij onderzoek aan het DNA en aan geluidsopnames.

## Status
De onderzoekers schatten de populatiegrootte in 2014 op 1000-2500 volwassen individuen, terwijl het leefgebied wordt bedreigd door illegale houtkap. Op de Rode Lijst van de IUCN heeft deze vogel daarom de status bedreigd.